# Habenaria spencei
Habenaria spencei är en orkidéart som beskrevs av Ethelbert Blatter och Mcgann. Habenaria spencei ingår i släktet Habenaria och familjen orkidéer. Inga underarter finns listade i Catalogue of Life.